# Pitcairnia buscalionii
Pitcairnia buscalionii är en gräsväxtart som beskrevs av Walter Till. Pitcairnia buscalionii ingår i släktet Pitcairnia och familjen Bromeliaceae. Inga underarter finns listade i Catalogue of Life.